# پایگاه هوایی پودگوریتسا
 پایگاه هوایی پودگوریتسا (به انگلیسی: Podgorica Airbase) یک فرودگاه نظامی است که یک باند فرود آسفالت دارد و طول باند آن ۲۵۰۰ متر است. این فرودگاه در شهر پودگوریتسا کشور مونته‌نگرو قرار دارد و در ارتفاع ۳۶ متری از سطح دریا واقع شده است.